# Joseba Andoni Lakarra
Joseba Andoni Lakarra Andrinua, nascut l'1 de gener de 1962 a Arratzu, és un filòleg, escriptor en llengua basca i acadèmic basc.

## Biografia
Joseba Lakarra es va diplomar en filologia basca l'any 1983 i obtingué el doctorat l'any 1994 amb la tesi XVIII. Mendeko Hiztegigintzaren Etorkiez a la Universitat del País Basc. Des del 2005 és professor a la mateixa universitat i s'ha especialitzat en l'estudi de la prehistòria i de la història de l'euskera (llengua basca), de l'edició i l'anàlisi de textos antics.
Joseba Lakarra és membre del comitè de redacció d'ASJU (International Journal of Basc Linguistics and Philology) i de Fontes Linguae Vasconum. Ha esdevingut també membre titular de Euskaltzaindia des de 1991, i en va ser nomenat membre corresponent l'any 2007.
Joseba Lakarra s'ha especialitzat en allò que hom anomena el protobasc, ha emès observacions crítiques i polèmiques pel que fa a la problemàtica
«bascoibèrica», en un article publicat en la revista científica Oihenart. Cuadernos de Lengua y Literatura.